# Amor en juego
Amor en juego (en inglés, Fever Pitch) es una película estadounidense dirigida por Peter Farrelly y Bobby Farrelly en 2005 y protagonizada por Drew Barrymore, Jimmy Fallon, James Sikking y JoBeth Williams.

## Sinopsis
Drew Barrymore (Los ángeles de Charlie) y Jimmy Fallon (Saturday Night Live) protagonizan esta comedia romántica sobre un atípico triángulo amoroso del que forman parte un hombre, una mujer y un equipo de béisbol de la Major League. Los hermanos Peter y Bobby Farrelly, famosos por comedias como Algo pasa con Mary, Dos tontos muy tontos o Pegado a ti, dirigen esta producción de amor y celos basada en la película de 1997 con el mismo nombre original (Fever Pitch) y que en español recibe el título de Fuera de Juego, que a su vez está basada en el libro del escritor británico Nick Hornby (Fiebre en las gradas) que cuenta la vida de un hombre obsesionado con el fútbol y el equipo de Londres Arsenal F.C.

## Reparto
- Jimmy Fallon es Ben Wrightman.
- Drew Barrymore es Lindsey Meeks.
- James Sikking es Doug Meeks.
- JoBeth Williams es Maureen Meeks.
- Jason Spevack es Ben en 1980.
- Jack Kehler es Al Waterman.
- Lenny Clarke es Carl.
- Ione Skye es Molly.
- Siobhan Fallon Hogan es Lana.
- KaDee Strickland es Robin.
- Marissa Jaret Winokur es Sarah.
- Evan Helmuth es Troy.
- Zen Gesner es Steve.
- Jackie Burroughs es la señora Warren.
- Stephen King es él mismo.
- Kris Williams es él mismo.
- Steve Levy es él mismo
- Willie Garson es Kevin.
- Armando Riesco es Gerard.
- Brett Murphy es Ryan.
- Andrew Wilson es Grant Wade / Patrick Lyons.

## Recepción
En Rotten Tomatoes la película cuenta con un 65% de ranking aprobatorio, basado en 189 reseñas con un índice de audiencia promedio de 6.3 sobre 10. El consenso del sitio afirma: "Si bien no es un jonrón, Fever Pitch tiene suficiente encanto y química en pantalla entre los dos protagonistas para que sea un éxito sólido". En Metacritic cuenta con un puntaje de 56 sobre 100, basado en 37 críticas, indicando "reseñas mixtas".